# Magyarország címere

Magyarország államcímere

Magyarország címere (köznapi szóhasználatban: a magyar címer) Magyarország egyik állami jelképe.

## A hatályos címer
A jelenleg hatályos címer elődjét 1990. július 11-én fogadta el az Országgyűlés, az Alkotmány módosításáról szóló 1990. évi XLIV. törvényben.
Az országgyűlés több változat megvitatása után (többen a Kossuth-címer mellett érveltek) a koronás kiscímert szavazta meg az új magyar köztársaság címerévé. Tervezője Piros Tibor Munkácsy-díjas grafikusművész (1922–2010).
A 2012. január 1-től hatályos Alaptörvény szó szerint átvette a korábbi Alkotmányból a címer leírását - (I) cikk (1) bekezdés-, a helytelen „Szentkorona” írásmód „Szent Koroná”-ra való megváltoztatása mellett.
Az Alaptörvény leírása szerint: 
Magyarország címere hegyes talpú, hasított pajzs. Első mezeje vörössel és ezüsttel hétszer vágott. Második, vörös mezejében zöld hármas halomnak arany koronás kiemelkedő középső részén ezüst kettős kereszt. A pajzson a magyar Szent Korona nyugszik.
A címerpajzs bal oldalán kettős kereszt található. A kettős kereszt időszámításunk előtt (kb. i.e. 1800 körül) vált először szimbólummá; Alsó- és Felső- Egyiptom egyesülését jelképezve, mely történelmi esemény i.e. 2955 körül történt. A magyar katolikus hagyomány szerint a címerben ábrázolt kettős kereszt (crux gemina) Szent István király apostoli királyságának jele, mert István az apostolokhoz hasonlóan, előzmények nélkül és az Apostoli Szentszékkel együttműködve teremtette meg Magyarország egyházszervezetét. Ugyanakkor az ábrázolás tényleges történelmi eredetét, ahogy a használatának elsőségét is, viták övezik a történészek között.
Az Országgyűlés 2014. december 16-ai ülésén március 16-át a magyar zászló és címer napjává nyilvánította.

## A címer használata, elektronikus változat

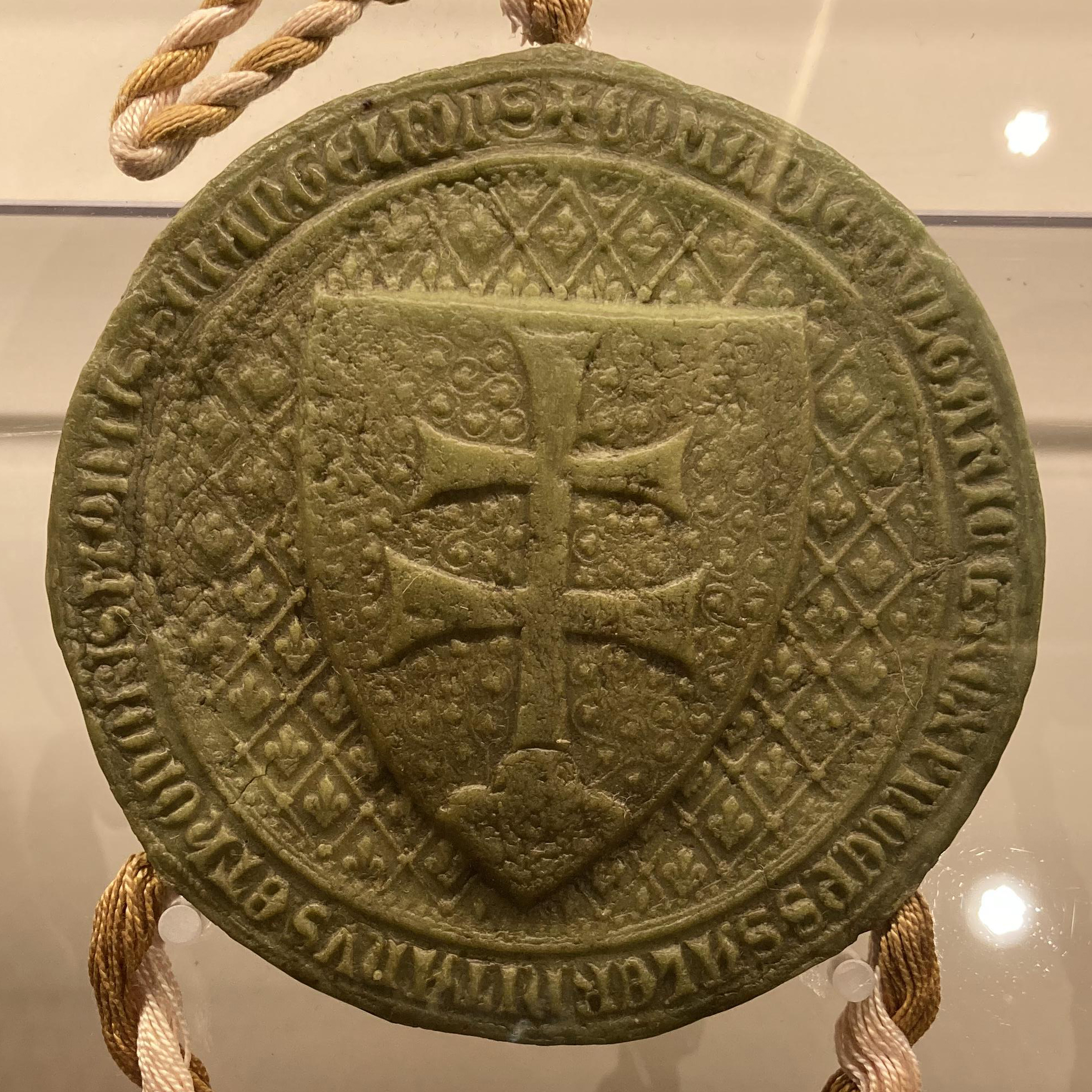
Nagy Lajos magyar király (1342-1382) második kettős felségpecsétjének hátlapja (1366-1382)

A címer leírását, használatának szabályait az Alaptörvény, a Magyar Köztársaság nemzeti jelképeinek és a Magyar Köztársaságra utaló elnevezésnek a használatáról szóló 1995. évi LXXXIII. törvény, valamint különböző miniszteri rendeletek határozták meg. Magyarország címerének és zászlajának használatáról a hatályos 2011. évi CCII. törvény rendelkezik. A jogszabályi háttér részletezése, valamint a címer vektorgrafikus ábrázolása 2003-ban a magyar kormányzati portálon jelent meg először, jelenleg a "Magyar Nemzeti és Történelmi Jelképek" oldalon található.

## Története

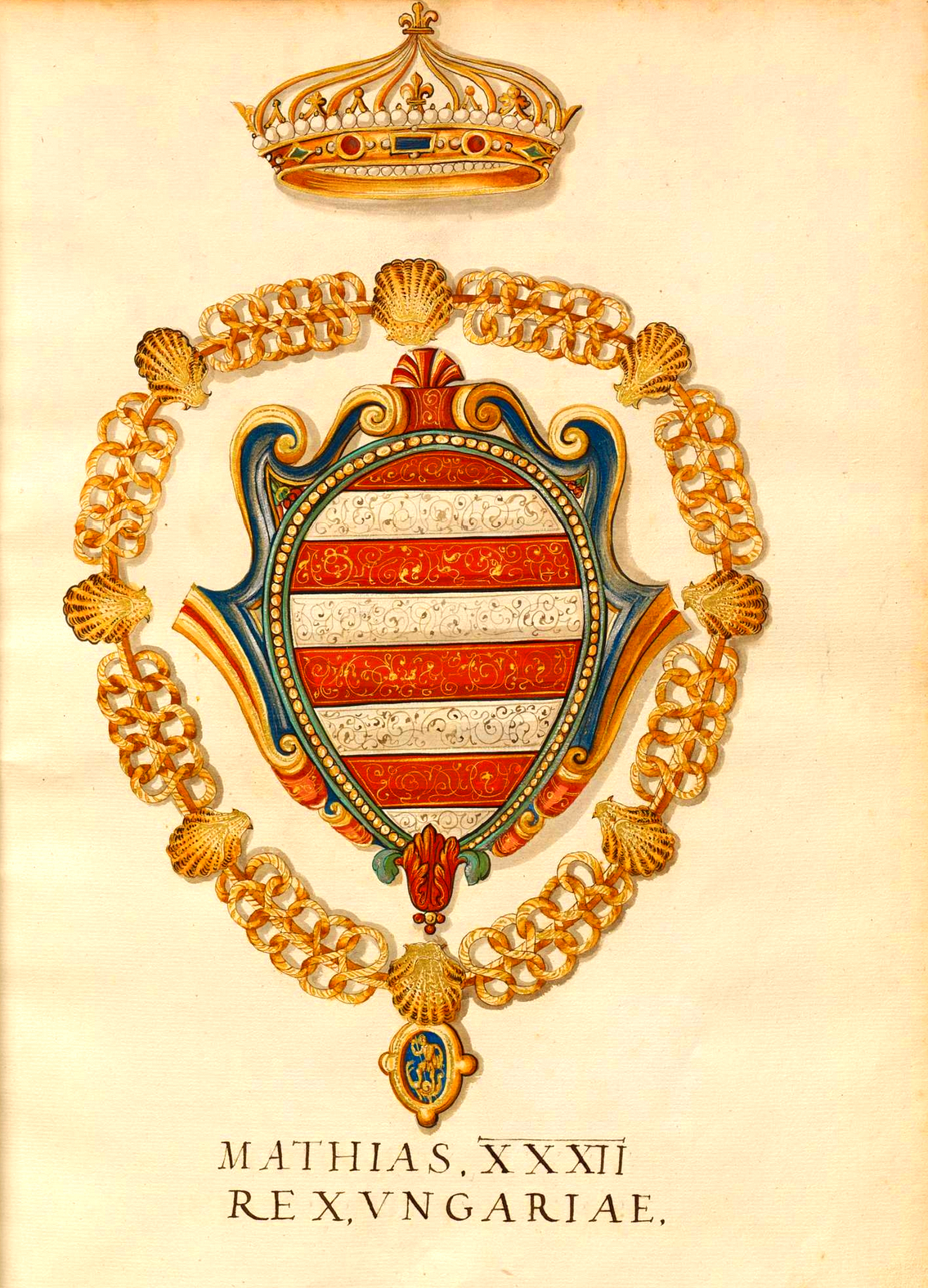
Mátyás király címere. Insignia ... XV. Insignia equitum Gallici Ordinis Sancti Michaelis

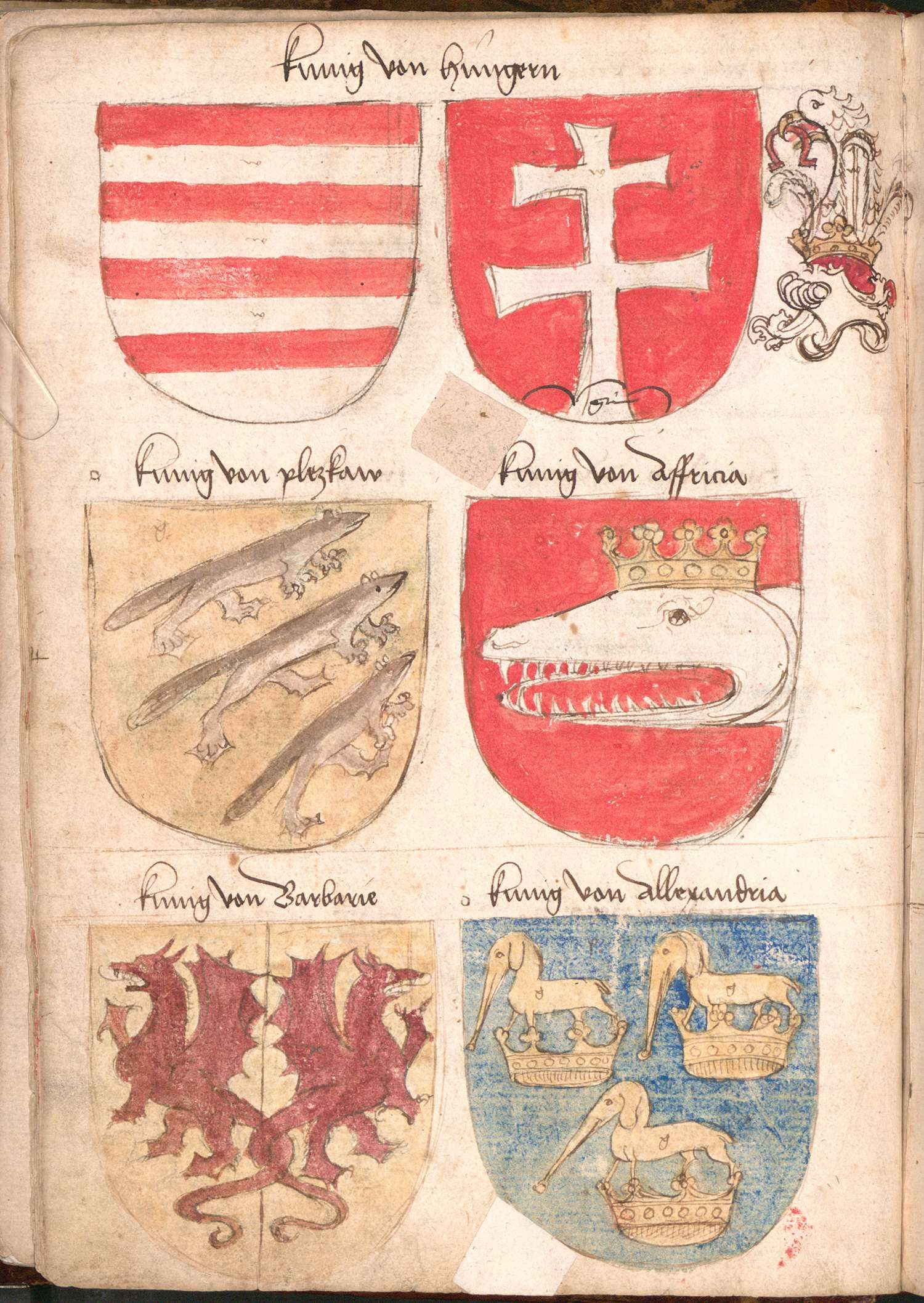
Wappen König von Ungarn, német címerrajz 1490 körül

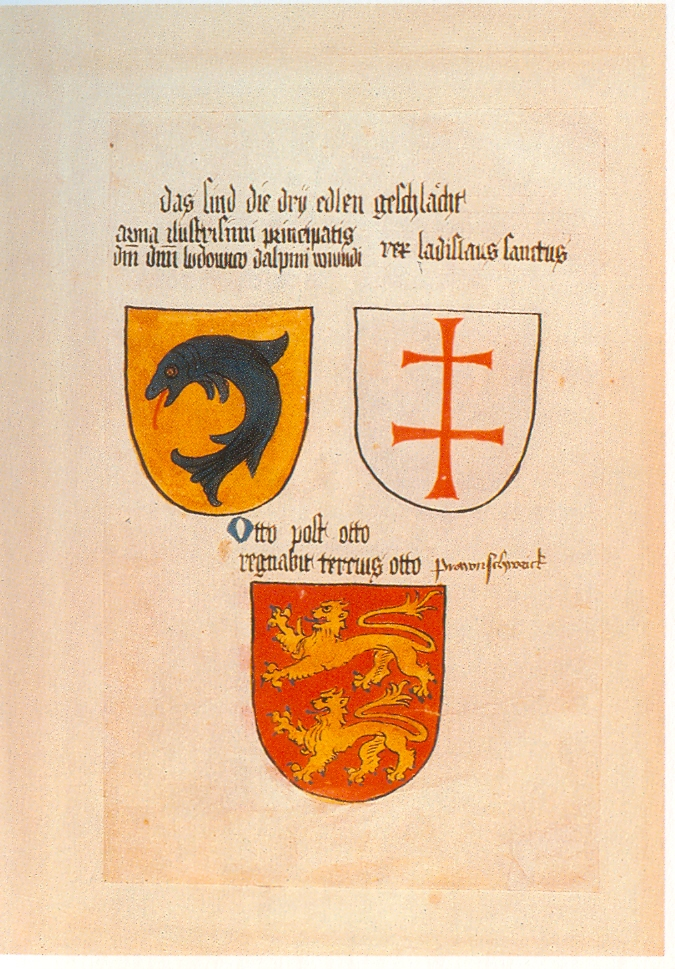
Az Ingeram Codex egy lapja Szent László király címer rajzával, 1459

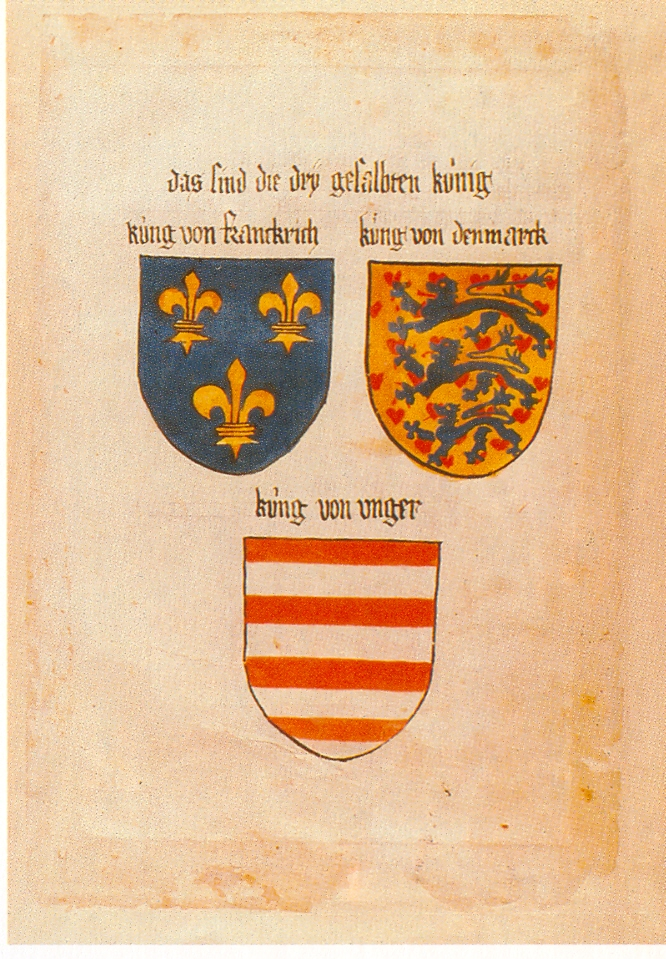
Az Ingeram Codex egy lapja a magyar király vörös ezüst csíkozású címerpajzsának ábrázolásával

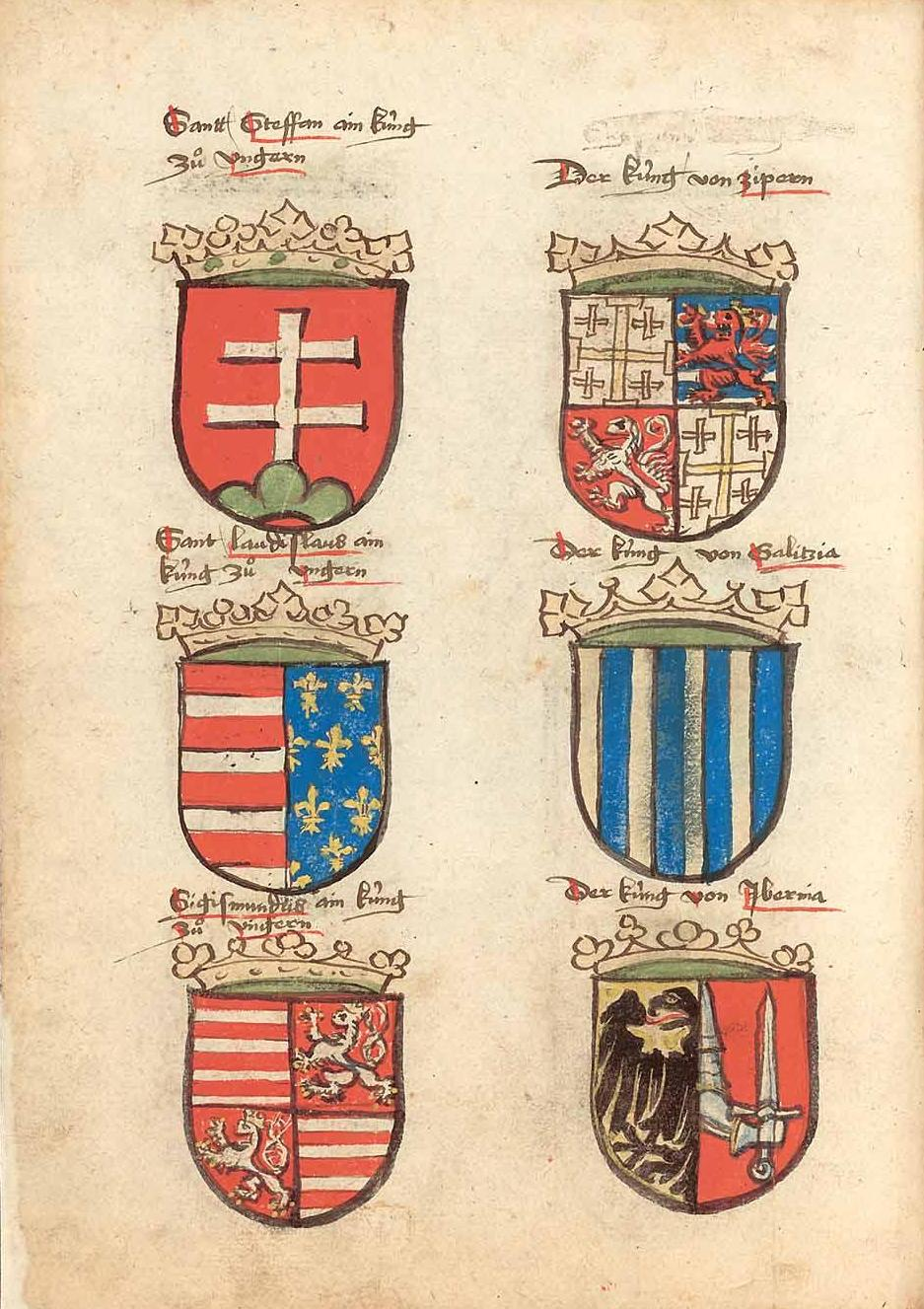
Ulrich Richental Chronik des Konstanzer Konzils címerkönyvének egy kézzel festett lapja, Szent István király elképzelt címerének rajzával, 1464

A magyar címertanban a leggyakoribb mesteralak a pólya. A pólyás címer a kettős keresztes jelvénynél negyedszázaddal, a kettős keresztes címernél körülbelül egy évtizeddel később tűnik fel.

### Elemeinek kialakulása
Alkotóelemei a középkorból származnak.
|  | Szent László egyik fiktív, képzeletbeli címere az Ingeram-kódexből (1459) |
|  | A vörössel és ezüsttel hétszer vágott pajzsmező, a pólyás vagy csíkolt címerpajzs (az Árpád-sávok) a 13. században jelent meg először az uralkodói pecséteken, ettől kezdve az Árpád-házhoz kapcsolódott családi címerként. |
|  | I. Imre címere kilenc oroszlánnal az 1202-es aranybulláról. |
|  | II. András címere hét oroszlánnal az 1222-es aranybulláról. |
|  | Az Anjou-házi királyok örökösödési jogukat hangsúlyozandó megtartották, és kiegészítették az Anjouk családi címerében szereplő liliommal. Ennek nyomán a 15. században a vegyesházi uralkodók többnyire szintén beillesztették saját családi címerükbe. |
|  | A bizánci származású kettőskereszt a 13. századtól szerepel a magyar királyok címerében, mint a keresztény királyi hatalom jelképe, kezdetben pénzérméken jelenik meg, III. Béla korában először pajzson. A legújabb numizmatikai vizsgálatok alapján, ezen pénzek azonban nem III., hanem IV. Béla uralkodásának kezdeti, tatárjárás előtti időszakához köthetők. Ez alapján az Árpádok első ismert címere a sávozott pajzs lehetett. Semmilyen további forrás nem szól amellett, hogy III. Béla, vagy II. András használt volna kettőskeresztes címert. |
|  | A hármas halom a szakértők szerint eredetileg csupán alátámasztásul szolgált, a magyar heraldika ugyanis nem kedvelte az ún. „lebegő” ábrázolásokat. De említik a hármas halmot Tátra, Mátra, Fátra ábrázolásnak, függetlenül attól, hogy voltak időszakok a történelem során , hogy nem tartozott a hegy az országhoz. A hármashalom vagy három hegy közvetlenül egymás mellett, azt a királyi központot ábrázolja, ami 1595-ig létezett. A bal oldalon az egyház volt (HIT), a jobb oldalon a katonaság (ERŐ), középen a királyi vár (AKARAT). A 14. századból még ismert olyan címerábrázolás, amelyen csupán egy domb van, ez a 15. századra alakult hármas halommá. A korona – amely szintén az uralkodói hatalom jelképe – szintén a 15. században került a kereszt alá. Ez az elem kissé antiheraldikus, hiszen fémre fém nem kerülhet a pajzson, vagyis az ezüst (fehér) és arany (sárga) nem érintkezhetne. A hármas halom V. István pecsétjén található gótikus lóhereívként, csak a reneszánsztól válik kerek, majd a barokk kortól parabolikus formájú hegycsoporttá. 1860-ban a koronán lévő kereszt nem ferde állapotban van ábrázolva, hanem függőlegesen állt. |
|  | I. Ulászló király címere (1440–1444). |
|  | A Mátyás király pecsétjén szereplő címer (1464). |
|  | A két pajzsmező eggyé szervezése a 14. század végén kezdődik meg, de csak Habsburg Rudolf császár (1576-1608) idejében véglegesül. A 15. századtól kezdték az uralkodói címert egyben országcímernek tekinteni. |

A magyar címer alapelemei, a pajzs tetején a Szent Koronával a mai formájukban a 16. század elején rögzültek.
A 16. század elején a címer elemei sajátos értelmezést kaptak, eszerint a kettős kereszt az apostoli királyságra utal, a hármas halom három hegycsúcsot, a Tátrát, a Mátrát, a Fátrát, a hétszer vágott mező négy ezüst sávja négy folyót, a Dunát, a Tiszát, a Drávát és a Szávát jelképezi. Annak ellenére, hogy a Száva nem magyar folyó, ugyanis Horvátország a magyar Szent Korona országa ugyan, de nem tartozik a szorosan vett Magyarországhoz. Azonban a középkorban – 1526 előtt – Horvátország a Szent Korona tengerparton elhelyezkedő országát jelképezte, míg a mai Zágráb környéke, azaz a Dráva-Száva közének nyugati fele volt Szlavónia-Tótország. A Dráva-Száva keleti fele – Szerémség – az Árpád-korban még részben Somogy, részben Baranya vármegyéhez tartozott, s így a szorosabb értelemben vett Magyarországhoz.
A címert már a középkor végén is gyakran használták a társországok címereivel együtt.

### Címerábrázolások 1848-49-ben
|  | Az 1848-ban vert egykrajcáros pénzérme fémbe ütve őrzi a modern magyar nemzet születésnapjára kialakult magyar államcímert. „Hegyes talpú, hasított pajzs. Első mezeje vörössel és ezüsttel hétszer vágott. Második, vörös mezejében zöld hármas halomnak arany koronás kiemelkedő középső részén ezüst kettős kereszt. A pajzson a magyar Szent Korona nyugszik.” |
|  | 1849-ben néhány címerábrázolásban lekerült a címer tetejéről és a kettős kereszt alól a korona és – a pajzs formájának megváltozásával – kialakult a Kossuth-címer a babérágakkal. A legtöbb 1848-as honvédzászlón viszont a koronás címert használták. 1848-ban nem Kossuth Lajos tüntette el a koronát, hanem I. Ferenc József. 1849. március 4-én az olmützi alkotmánnyal Magyarországot a tartományok egyikének rangjára süllyesztette le, és ennek jelzéséül megsemmisítette a történelmi magyar címert. Abban az időben Magyarországon eltűnt a korona a címerről azokban az országrészekben, ahol az osztrák abszolutizmus uralkodott. Nem lehet találni olyan iratot, amely bizonyítaná, hogy Kossuth Lajos kézjegyével szentesítve elrendelte volna a korona levételét. Kossuth a detronizálással a Habsburg-ház jelképének az eltüntetését rendelte el, a magyar korona pedig soha nem volt a Habsburg-ház jelképe, hiszen a Szent Korona a magyar alkotmányosság és államiság, a magyar függetlenség jelképe. |
|  | 1848-as honvéd zászló koronás címerrel. A Nemzeti Színház műsorhirdetményében 1848. december 2-án még a helyén volt a korona, 1848. december 5-én V. Ferdinánd lemondásának hírére és Ferenc József trónra lépésének hírére – már leesőben ábrázolták, két nappal később pedig teljesen eltűnt a címerből. |
|  | Az 1849-es nagycímer. A címerben a korábbi koronát babérágra cserélték. Kossuth rendelete: „minden címeket, felírásokat és jeleket, mi a száműzött dynastiával összeköttetésben van, minden közhivatalos és nyilvános helyeken eltörlend s eltávolítand, hogy a nép külsőképen is mindenben szemlélje, miként zsarnokaitól és véres jármától teljesen megszabadult” |
|  | 1848-49-es magyar miniszterelnöki pecsét |

### Címerváltozatok a kiegyezés (1867) után

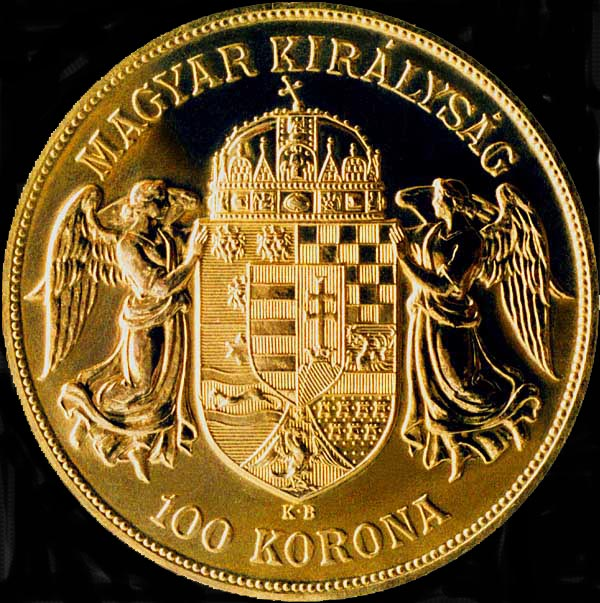
Koronás középcímer az Osztrák-Magyar monarchia száz koronás érméjén
1868-as horvát kiegyezés után létrejön Magyarország, Horvát-, Szlavón- és Dalmátország egyesített címere. Ez az 1848-as középcímernek felel meg. 1874-ben az új címer kibővül Fiume jelképével, ünnepélyes változatán két angyal szerepel pajzstartóként.

A kiscímer hasított pajzs, az egyik félen vörös, fehérrel hétszer vágott, a másik félen vörös alapon, zöld hármas halomra illesztett aranykoronából kiemelkedő kettős kereszt. A középcímer középpajzsában a kiscímer, körben sorrendben Dalmácia, Horvátország, Szlavónia, Erdély, Fiume (négyszer osztott pajzs, alul benyúló ékkel).
|                                     | Az 1867. évi kiegyezést követően a jelenlegi címert nevezték kiscímernek. |
| (1890) ˙(1915)                      | Az ún. középcímer közepén ennek a pajzsa szerepelt, fölötte a korona, körülötte a társországok címerei: \| \| \| \| Dalmácia címere \| Horvátország címere \| \| \| \| \| Szlavónia címere \| Erdély címere \| \| \| \| \| Bosznia címere 1915-től jelenik meg \| Fiume címere 1890-től jelenik meg \| |
|                                     | Az Osztrák–Magyar Monarchia nagycímere nem készült el; időnként a kétfejű sast ábrázolták, egyik szárnya alatt Magyarország, másik szárnya alatt Ausztria (alkotmányos megnevezése szerint: a Birodalmi Tanácsban Képviselt Országok és Királyságok) középcímerével.                                   |
|                                     | A Monarchia egy másik címerábrázolása 1915-ből. |
|                                     | |
| Dalmácia címere                     | Horvátország címere |
|                                     | |
| Szlavónia címere                    | Erdély címere |
|                                     | |
| Bosznia címere 1915-től jelenik meg | Fiume címere 1890-től jelenik meg |

### Magyarország címerei 1918-tól
|  | 1918-ban az első magyar köztársaság a Kossuth-címert tekintette állami jelképének. Károlyi Mihály, mint köztársasági elnök, 1918 novemberétől a köztársaság kikiáltásától kezdődően a korábbi Kossuth-címert tette hivatalossá, amely 1919 augusztusáig hivatalos állami címer volt (a Magyarországi Tanácsköztársaság alatt is.) |
|  | Az első világháború után a tanácsköztársaság rövid fennállása alatt nem foglalkoztak a címer kérdésével. Új államcímert nem alkottak ugyanakkor egyes szervek gyakran az ötágú csillagot ábrázolták a pecsétjeiken. |
|  | 1919 végén a Horthy-féle Magyar Királyság címere a korábbi kiscímer lett, két oldalt a címert tartó angyalokkal kiegészítve.1938-tól, a visszacsatolásoktól kezdődően újra az 1915-ös középcímert használták hivatalosan a második világháború végéig. |
|  | 1945. január 1-jével a hungarista címert vezették be. |
|  | 1946-tól ismét a Kossuth-címer volt a magyar állam címere. |
|  | 1949-től a Rákosi-korszakban szovjet mintára új címert (köznevén „Rákosi-címer”) vezettek be más szocialista államok mintájára. Ez heraldikailag nem volt címernek nevezhető, mert nem volt címerpajzsa. Ezen búzakoszorú által közrefogott kék mezőben lévő búzakalászt és kalapácsot (mint a parasztság és a munkásság jelképét) a címer csúcsán lévő vörös csillagból kiinduló napsugarak világítottak be. Nemzeti jellege alig volt, csak az alulról övező szalag színében nyilvánult meg, a magyarság jelzéseként. A címer az akkori magyar zászlóban is szerepelt. |
|  | Az 1956-os forradalom során rövid ideig ismét a Kossuth-címer volt használatban. |
|  | 1957-ben, a Kádár-korszak kezdetén ismét új címert vezettek be (Kádár-címer). Ez abban tért el a Rákosi-korszak címerétől, hogy a kék mező elé egy nemzeti színű, hajlított oldalú, lényegében a Kossuth-címerből származó pajzs került, és a búzakoszorút a jobb oldalon nemzeti színű („szocialista hazafiság” jelképe), míg a bal oldalon vörös színű („proletár internacionalizmus” jelképe) szalag fonta be. A derült eget mintázó kék háttéren napsugarakat árasztó vörös csillag, az elérendő célt, a kommunizmust jelképezte.                                    |
|  | A rendszerváltás után, 1990-ben az első jelentős parlamenti vitát az okozta, hogy a Kossuth-címert vagy a koronával rendelkező korábbi kiscímert használja-e az ország. A vita szimbolikus tétje az volt, hogy a forradalmi-demokratikus vagy az ezeréves államiság hagyományához kapcsolódjon-e inkább az új magyar demokrácia. Végül az országgyűlés jobboldali MDF-vezette többsége a koronás kiscímer mellett döntött 1990. július 3-án az Alkotmány módosításáról szóló 1990. évi XLIV. törvényben. Azóta ez az ország hivatalos címere.                            |